# Gjon's Tears
Gjon Muharremaj (Saanen, 29 juni 1998), beter bekend als Gjon's Tears, is een Zwitserse zanger en songwriter.

## Biografie
Gjon Muharremaj is geboren in Saanen, Bern, Zwitserland. Hij heeft een Kosovo Albanese vader uit Gjinoc, deel van Suharekë, deelstaat in Kosovo, en een Albanese moeder uit Tirana, Albanië. Zijn vader werkt als kraanmachinist en metselaar, en zijn moeder heeft in de Cailler chocoladefabriek in Broc gewerkt nadat het gezin in 2000 naar Broc verhuisde.
Zijn artiestennaam is ontstaan nadat hij zijn grootvader tot tranen bracht toen hij “Can’t Help Falling In Love” van Elvis Presley voor hem zong.
In 2011 deed hij mee in het eerste seizoen van de talentenshow Albanians Got Talent. Hij eindigde als derde in de finale.
Een jaar later (2012) bereikte hij de halve finale van Die grössten Schweizer Talente.
In 2019 deed hij mee aan The Voice: la plus belle voix, de Franse versie van The Voice. Hij eindigde in de halve finale.
In 2020 werd hij door de omroep SRG SSR intern geselecteerd om Zwitserland te vertegenwoordigen op het Eurovisiesongfestival 2020 in Rotterdam met het lied Répondez-moi. Het festival werd evenwel afgelast. Hierop besliste de Zwitserse openbare omroep om Gjon's Tears te selecteren voor deelname aan het Eurovisiesongfestival 2021. Op 10 maart werd zijn lied Tout l'Univers bekendgemaakt. Hij trad in de tweede halve finale, op 20 mei, op en won die. Op 22 mei heeft hij in de finale de derde plek behaald met 432 punten.
Later in 2021 deed hij in Frankrijk mee aan The Voice All-Stars. Deze versie van The Voice is bedoeld voor mensen die al eens eerder hebben meegedaan aan het tv-programma en die nogmaals een kans willen om zichzelf te presenteren. Hij behaalde de halve finale.
Op 14 november 2021 was hij in Boedapest, omdat hij de MTV Europe Music Award had gewonnen in de categorie 'Best swiss act'.

## Discografie

###### Singles als enige artiest
| Single met eventuele hitnotering(en) in de Nederlandse Top 40 | Datum van verschijnen | Datum van binnenkomst | Hoogste positie | Aantal weken | Opmerkingen                          |
| ------------------------------------------------------------- | --------------------- | --------------------- | --------------- | ------------ | ------------------------------------ |
| Babi                                                          | 17-06-2018            | -                     | -               | -            |                                      |
| Back in light                                                 | 12-10-2018            | -                     | -               | -            | -                                    |
| Répondez-moi                                                  | 06-03-2020            | -                     | -               | -            | Inzending Eurovisiesongfestival 2020 |
| Tout l'Univers                                                | 10-03-2021            | 29-05-2021            | tip22           | 3            | Inzending Eurovisiesongfestival 2021 |
| Silhouette                                                    | 14-01-2022            | -                     | -               | -            | -                                    |
| Pure                                                          | 28-10-2022            | -                     | -               | -            | -                                    |

| Single met hitnotering(en) in de Vlaamse Ultratop 50 | Datum van verschijnen | Datum van binnenkomst | Hoogste positie | Aantal weken | Opmerkingen                          |
| ---------------------------------------------------- | --------------------- | --------------------- | --------------- | ------------ | ------------------------------------ |
| Tout l'univers                                       | 2021                  | 29-05-2021            | 50              | 1            | Inzending Eurovisiesongfestival 2021 |

###### Singles als featured artiest
| Single                                          | Datum van verschijnen | Album             |
| ----------------------------------------------- | --------------------- | ----------------- |
| "Dance Me" (Arilena Ara featuring Gjon's Tears) | 06-11-21              | Pop Art The Album |

- Gemeinsame Normdatei: 1205832912
- International Standard Name Identifier: 0000 0004 8384 7660
- MusicBrainz: b7ef437a-6ad1-481e-9b58-1af58f371e54
- Virtual International Authority File: 6059158369772001460001

1956: Lys Assia + Lys Assia · 
1957: Lys Assia · 
1958: Lys Assia · 
1959: Christa Williams · 
1960: Anita Traversi · 
1961: Franca di Rienzo · 
1962: Jean Philippe · 
1963: Esther Ofarim · 
1964: Anita Traversi · 
1965: Yovanna · 
1966: Madeleine Pascal · 
1967: Géraldine · 
1968: Gianni Mascolo · 
1969: Paola · 
1970: Henri Dès · 
1971: Peter, Sue & Marc · 
1972: Véronique Müller · 
1973: Patrick Juvet · 
1974: Piera Martell · 
1975: Simone Drexel · 
1976: Peter, Sue & Marc · 
1977: Pepe Lienhard Band · 
1978: Carole Vinci · 
1979: Peter, Sue & Marc & Pfuri, Gorps & Kniri · 
1980: Paola · 
1981: Peter, Sue & Marc · 
1982: Arlette Zola · 
1983: Mariella Farré · 
1984: Rainy Day · 
1985: Mariella Farré & Pino Gasparini · 
1986: Daniela Simmons · 
1987: Carol Rich · 
1988: Céline Dion · 
1989: Furbaz · 
1990: Egon Egemann · 
1991: Sandra Simó · 
1992: Daisy Auvray · 
1993: Annie Cotton · 
1994: Duilio · 
1996: Kathy Leander · 
1997: Barbara Berta · 
1998: Gunvor · 
2000: Jane Bogaert · 
2002: Francine Jordi · 
2004: Piero Esteriore & The MusicStars · 
2005: Vanilla Ninja · 
2006: Six4one · 
2007: DJ BoBo · 
2008: Paolo Meneguzzi · 
2009: Lovebugs · 
2010: Michael von der Heide · 
2011: Anna Rossinelli · 
2012: Sinplus · 
2013: Takasa · 
2014: Sebalter · 
2015: Mélanie René · 
2016: Rykka · 
2017: Timebelle · 
2018: ZiBBZ · 
2019: Luca Hänni · 
2021: Gjon's Tears · 
2022: Marius Bear · 
2023: Remo Forrer · 
2024: Nemo · 
2025: Zoë Më